# 1974年逝世人物列表

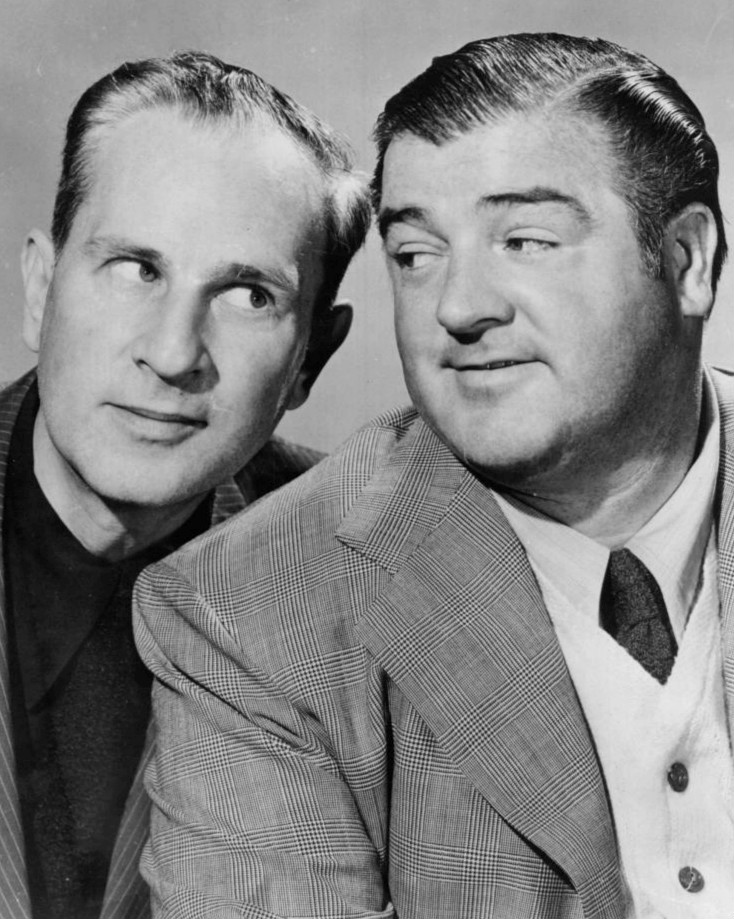
巴德·阿伯特

下面是1974年逝世的知名人士列表。
1974年逝世人物列表：1月 - 2月 - 3月 - 4月 - 5月 - 6月 - 7月 - 8月 - 9月 - 10月 - 11月 - 12月

## 1月

### 2日
- 特克斯·裡特，美國演員和鄉村音樂家

### 3日
- 吉諾·切爾維，義大利演員

### 6日
- 大卫·阿尔法罗·西凯罗斯，墨西哥畫家和壁畫家[1]
- 瑪吉特·斯拉赫塔，匈牙利政治家[2]

### 7日
- 奥托·科勒，德国动物学家

### 12日
- 康諾的帕特麗西婭公主，英國公主和維多利亞女王的孫女。

### 18日
- 比尔·芬格，美國漫畫家和作家

### 21日
- 刘易斯·斯特劳斯，美國商人、慈善家和海軍軍官

### 22日
- 奧斯卡·赫爾曼，克羅埃西亞猶太畫家

### 27日
- 喬治斯·格裡瓦斯，希族塞人上
- 莱奥·盖尔·冯·施韦彭堡，德國將軍

### 29日
- H.E.貝茨，英國作家和作家

### 31日
- 塞缪尔·戈德温，波蘭出生的美國電影製片廠主管
- 格倫·莫里斯，美國奧林匹克運動員

## 2月

### 4日
- 薩特延德拉·納特·玻色，印度數學家和物理學家[3]

### 6日
- 竺可楨，84歲，中華民國中央研究院第一屆(數理科學組)院士[4]

### 8日
- 弗里茨·兹威基，瑞士天文学家。

### 11日
- 安娜·Q·尼爾森，瑞典出生的美國默片明星[5]

### 15日
- 库特·阿特伯格，瑞典作曲家[6]
- 喬治·W·斯內德科，美國數學家和統計學家[7]

### 18日
- 曼努埃尔·奥德里亚，秘魯第79任總統[8]

### 21日
- 蒂姆·霍頓，加拿大冰球運動員，蒂姆·霍頓斯連鎖餐廳聯合創始人[9]

### 23日
- 喬治·范·比斯布魯克，美國出生的比利時天文學家[10]

### 24日
- 羅伯特·A·斯特姆勒，德國編劇和電影導演[11]

## 3月

### 1日
- 鮑比·蒂蒙斯，美國爵士鋼琴家和作曲家

### 3日
- 芭芭拉·瑞克，美國女演員和歌手
- 弗蘭克·威爾科克斯，美國演員

### 4日
- 阿道夫·戈特利布，美國抽象表現主義畫家

### 5日
- 比利·德·沃爾夫，美國演員

### 6日
- 歐內斯特·貝克爾，美國人類學家和作家

### 8日
- 瑪莎·溫特沃斯，美國女演員

### 9日
- 厄爾·威爾伯·薩瑟蘭，美國生理學家，諾貝爾獎獲得者

### 17日
- 路易士·卡恩，出生於俄羅斯的美國建築師

### 19日
- 愛德華·普拉特，美國演員

### 20日
- 切特·亨特利，美國電視記者

### 21日
- 坎迪·达琳，美國女演員

### 22日
- 彼得·雷夫森，美國賽車手

### 27日
- 爱德华多·桑托斯，哥倫比亞出版商和政治家，哥倫比亞第1888任總統

### 28日
- 多蘿西·菲爾茲，美國劇作家和作詞家

### 29日
- 安德里亞·切基，義大利演員

## 4月

### 2日
- 乔治·蓬皮杜，法國第100任總理和第19任法國總統，安道爾親王
- 道格拉斯·鄧布里爾，加拿大演員

### 4日
- 威廉·S·蒂利特，美国内科医师和微生物学家

### 5日
- A.Y.傑克遜，加拿大畫家，七國集團創始成員之一

### 6日
- 威廉·馬里努斯·杜多克，荷蘭現代主義建築師

### 8日
- 克雷斯韋爾，英國建築歷史學家

### 10日
- 派翠夏·科林，愛爾蘭出生的美國女演員

### 14日
- 霍華德·皮斯，美國冒險小說家[12]

### 18日
- 貝蒂·康普森，美國女演員
- 馬瑟·巴紐，法國小說家

### 19日
- 阿尤布·汗，巴基斯坦將軍和政治家，巴基斯坦第二任總統

### 20日
- 彼得·李·勞倫斯，德國演員

### 24日
- 巴德·阿伯特，美国演员，電影監製和喜劇演員。
- 弗朗茨·约纳斯，奧地利政治人物，第七任奧地利總統。

### 30日
- 阿格尼丝·穆尔黑德，美國女演員

## 5月

### 7日
- 弗雷德·凯利，美國奧林匹克運動員[13]

### 10日
- 坂本武，日本演員[14]

### 13日
- 海梅·托雷斯·博德，墨西哥公務員，聯合國教科文組織第二任總幹事

### 14日
- 雅各·莫雷諾，羅馬尼亞裔美國精神病學家和心理社會學家[15]

### 15日
- 蓋伊·西蒙茲，加拿大中將，二戰中加拿大武裝部隊司令[16]

### 18日
- 哈裡·里卡多，英國機械工程師

### 19日
- 阿拉爾·法西，摩洛哥政治家、詩人、作家和學者

### 20日
- 讓·達尼埃盧，法國天主教紅衣主教、神學家和學者[17]

### 21日
- 克龙贝格尔·莉莉，匈牙利花樣滑冰運動員[18]

### 24日
- 艾靈頓公爵，美國作曲家、鋼琴家、爵士樂家[19]

### 25日
- 唐纳德·克里斯普，英裔美國演員、電影導演、編劇和製片人[20]

## 6月

### 3日
- 拉希德·涅泽梅迪诺夫，蘇聯棋手

### 4日
- 馬梅爾托·烏里奧拉戈伊蒂亞，玻利維亞第43任總統

### 9日
- 米格尔·安赫尔·阿斯图里亚斯，瓜地馬拉作家，諾貝爾獎獲得者
- 凯瑟琳·康奈尔，出生於柏林，美國舞臺女演員、作家、劇院老闆和製片人
- 卡洛·皮薩坎，義大利演員

### 10日
- 格洛斯特公爵亨利王子，第11任澳大利亞總督

### 11日
- 尤里科·加斯帕尔·杜特拉，巴西元帥，巴西第16任總統
- 尤利烏斯·埃佛拉，義大利哲學家

### 12日
- 安德列·瑪麗，法國激進派政治家，第65任法國總理

### 14日
- 克努德·傑普森，丹麥音樂學家、作曲家和詞曲作者

### 16日
- 阿瑪莉·薩拉·科爾庫洪，澳大利亞畫家[21]

### 18日
- 格奥尔基·朱可夫，蘇聯陸軍元帥兼國防部長[22]

### 22日
- 达律斯·米约，法國作曲家

### 25日
- 科尼利厄斯·蘭索斯，匈牙利數學家和物理學家

### 26日
- 歐內斯特·格魯寧，美國記者，1953年至1959年任阿拉斯加領地總督，1959年至1969年任美國參議員

### 28日
- 万尼瓦尔·布什，美國工程師、發明家和科學管理員
- 弗蘭克·薩頓，美國演員

### 29日
- 何塞·瑪麗亞·費雷拉·德·卡斯特羅，葡萄牙作家和記者

### 30日
- 阿爾伯塔·威廉姆斯·金，美國民權召集人

## 7月

### 2日
- 胡安·裴隆，阿根廷陸軍將軍和政治家，兩屆阿根廷總統

### 4日
- 喬吉特·海耶，英國作家

### 7日
- 萊昂·沙姆羅伊，美國電影攝影師

### 8日
- 瑪格麗特·弗斯，英國服裝設計師

### 9日
- 厄尔·沃伦，美國法學家和政治家，美國最高法院首席大法官

### 11日
- 佩尔·拉格奎斯特，瑞典作家，諾貝爾獎獲得者

### 13日
- 帕特里克·布莱克特，英國物理學家，諾貝爾獎獲得者
- 克利斯蒂安王子紹姆堡-利普

### 14日
- 卡爾·安德魯·斯帕茨，美國空軍上將

### 15日
- 克莉絲汀·查伯克，美國電視名人

### 17日
- 迪齊·汀恩，美國棒球運動員（聖路易斯紅雀隊），MLB名人堂成員
- 伊迪絲·愛麗絲·馬西亞，亞利桑那州先驅、郵政局長和臥底聯邦調查局特工

### 19日
- 喬·弗林，美國演員

### 22日
- 韋恩·莫爾斯，美國律師、政治家、美國俄勒岡州參議員

### 28日
- 鄧律敦治，香港商人、慈善家及政治家。

### 29日
- 卡斯·艾略特，美國歌手
- 埃里希·凯斯特纳，德國作家

### 30日
- 列夫·克尼珀，蘇聯作曲

### 日期不詳
- 嚴僑，福建福州人。嚴復之長孫，嚴琥之子。女作家華嚴之兄。

## 8月

### 3日
- 埃德娜·墨菲，美國女演員[23]

### 7日
- 羅薩里奧·卡斯特拉諾斯，墨西哥詩人和作家[24]

### 8日
- 巴爾杜爾·馮·席拉赫，納粹德國希特勒青年團領袖[25]

### 11日
- 扬·奇肖尔德，德國出生的印刷師[26]

### 13日
- 瑞典音樂家尼克拉斯·桑丁[27]

### 15日
- 埃德蒙·科布，美國演員[28]

### 17日
- 阿爾多·帕拉澤斯基，義大利小說家、詩人、記者和散文家[29]

### 22日
- 雅各·布羅諾夫斯基，波蘭裔猶太裔英國數學家、生物學家和科學史學家[30]

### 23日
- 羅伯托·阿薩吉奧利，義大利精神病學家和先驅[31]

### 24日
- 亞歷山大·P·德·塞維爾斯基，俄裔美國航空先驅和發明家[32]

### 26日
- 侯德榜 ，84歲，中華民國中央研究院第一屆(數理科學組)院士[4]
- 查爾斯·林德伯格，美國飛行員[33]

### 27日
- 奥托·施特拉塞尔，納粹德國政治家[34]

### 31日
- 阿裡·本·阿卜杜拉·阿勒薩尼，卡達埃米爾
- 诺曼·柯克，紐西蘭政治家，第29任紐西蘭總理[35]

## 9月

### 2日
- 潘貫，67歲，中華民國中央研究院第二屆(數理科學組)院士[4]

### 3日
- 哈裡·帕奇，美國作曲家[36]

### 4日
- 克雷頓·艾布蘭，美國將軍[37]
- 馬塞爾·阿查德，法國劇作家和編劇[38]

### 6日
- 奧爾加·巴克拉諾娃，蘇聯舞臺和銀幕女演員、歌劇歌手和芭蕾舞演員[39]
- 奧托·克魯格，美國演員[40]

### 7日
- 胡安·安東尼奧·伊皮尼亞，西班牙足球經理[41]

### 10日
- 梅爾基奧爾·萬科維奇，波蘭軍官、作家、記者和出版商[42]

### 12日
- 俄羅斯尼基塔·亞歷山德羅維奇親王[43]

### 16日
- 佛格·艾倫，美國籃球和棒球運動員[44]

### 18日
- 埃德娜·貝斯特，英國女演員[45]

### 20日
- 何塞·莫希卡，墨西哥方濟各會修道士、男高音和電影演員[46]

### 21日
- 沃尔特·布伦南，美國演員[47]
- 傑奎琳·蘇珊，美國作家和女演員[48]

### 22日
- 溫弗裡德·奧托·舒曼，德國物理學家[49]

### 23日
- 克里夫·阿奎特，美國喜劇演員，創造了查理·韋弗[50]

### 26日
- 讓·蓋爾，美國雜耍表演者[51]

### 28日
- 阿諾德·范克，德國電影導演[52]

### 30日
- 卡洛斯·普拉茨，智利將軍和政治家[53]

## 10月

### 2日
- 瓦西裡·舒克申，蘇聯演員、作家、編劇、導演，阿勒泰地區[54]

### 4日
- 羅伯特·李·摩爾，美國數學家[55]
- 安妮·塞克斯顿，美國詩人和作家[56]

### 5日
- 扎勒曼·夏扎尔，以色列第三任總統[57]

### 6日
- 克里什那·梅农，印度政治家、外交家和民族主義者[58]

### 8日
- 哈裡·卡尼，美國爵士音樂家[59]

### 9日
- 奧斯卡·辛德勒，德國商人。[60]

### 13日
- 埃德·沙利文，美國電視節目主持人[61]

### 14日
- 薩塔爾·巴魯扎德，亞塞拜然風景畫家[62]

### 16日
- 弗拉斯塔·杰坎诺娃，捷克斯洛伐克藝術體操運動員[63]

### 17日
- 田坂具隆，日本電影導演

### 18日
- 安德斯·朗格，挪威政治家[64]

### 20日
- 埃利·莱斯科，海地第29任總統，第二次世界大戰領導人[65]

### 23日
- 梅爾基奧爾·倫傑爾，匈牙利作家、劇作家和電影編劇[66]

### 24日
- 大卫·奥伊斯特拉赫，烏克蘭小提琴家[67]

### 27日
- 保羅·弗蘭克，法國演員[68]

### 30日
- 貝古姆·阿赫塔爾，印度歌手[69]

### 31日
- 米哈伊爾·基奧雷利，蘇聯格魯吉亞電影製片人[70]

## 11月

### 1日
- 拉爾夫·哈羅德，美國演員

### 5日
- 斯塔福德·雷普，美國演員

### 7日
- 魯道夫·阿科斯塔，墨西哥出生的美國演員
- 埃裡克·林克萊特，英國作家

### 8日
- 艾佛利·喬·亨特，美國節奏布魯斯歌手、詞曲作者和鋼琴家

### 9日
- 埃贡·韦勒斯，英國作曲家、教師和音樂學家

### 13日
- 維多里奧·狄西嘉，義大利演員和電影導演
- 凱倫·絲克伍，美國化學技術員和工會活動家

### 14日
- 約翰尼·麥克·布朗，美式橄欖球明星和演員

### 15日
- 羅伯托·烏戈，帕爾馬公爵

### 16日
- 瓦尔特·迈斯纳，德國技術物理學家

### 17日
- 厄斯金·漢美頓·奇爾德斯，愛爾蘭政治家，愛爾蘭第四任總統
- 克萊夫·布魯克，英國演員

### 18日
- 戈斯塔·利列霍克，瑞典五項全能運動員，1884年奧運會冠軍

### 19日
- 亞歷山德羅·莫莫，義大利演員

### 21日
- 弗兰克·马丁，瑞士作曲家

### 23日
- 科尼利厄斯·里安，愛爾蘭出生的美國作家
- 埃塞俄比亚六十人屠殺政府和軍事官員。
  - 阿比耶·阿貝貝，政治家和軍官（生於 1918 年)
  - 阿克利盧·哈布特-威爾，政治家，衣索比亞第6任總理（生於1912年）)
  - 阿曼·安多姆，軍官，衣索比亞第一任總統（生於 1 年)
  - 阿斯拉特·梅丁·卡薩，貴族和軍官（生於 1922 年）
  - 恩德爾卡丘·馬孔嫩，政治家，衣索比亞第四任總理（生於 4 年)

### 25日
- 吳丹，緬甸人，第三任聯合國秘書長。
- 尼克·德雷克，英國音樂家

### 28日
- 康斯坦丁·梅爾尼科夫，蘇聯建築師

### 29日
- 彭德怀，中国著名军事将领。
- 詹姆斯·布拉多克，美國拳擊手

## 12月

### 1日
- 安妮塔·布倫納，墨西哥人類學家、歷史學家和作家

### 2日
- 马克斯·韦伯，瑞士聯邦委員

### 3日
- 漢斯·萊貝爾特，德國電影演員

### 5日
- 彼得羅·傑米，義大利演員、編劇和導演
- 扎哈里亞·斯坦庫，羅馬尼亞散文作家
- 黑兹尔·霍奇基斯·怀特曼，美國網球運動員

### 6日
- 尼古拉·格拉西莫维奇·库兹涅佐夫，俄羅斯海軍上將

### 9日
- 路德維希·韋伯，奧地利男低音

### 11日
- 瑪麗亞·德·赫蘇斯，西班牙羅馬天主教徒，自稱加爾默羅教派和聖人的成員
- 裡德·哈德利，美國演員

### 13日
- 約翰·貝內特，英國數學家

### 14日
- 沃尔特·李普曼，美國作家和記者

### 15日
- 阿納托爾·利特瓦克，烏克蘭出生的電影導演

### 16日
- 科斯塔斯·瓦納利斯，希臘詩人

### 17日
- 賓·斯拉梅特，印尼歌手、詞曲作者、喜劇演員和演員

### 18日
- 哈利·胡珀，美國棒球運動員（波士頓紅襪隊），美國職業棒球大聯盟名人堂成員

### 20日
- 安德列·喬利維，法國作曲家

### 21日
- 理查·朗，美國演員

### 22日
- 蔣法賢，香港醫生。

### 26日
- 杰克·本尼，美國演員
- 弗蘭克·胡西，美國奧林匹克運動員

### 27日
- 弗拉基米尔·福克，蘇聯物理學家
- 內德·馬德雷爾，最後倖存的馬恩島母語人士

### 29日
- 羅伯特·埃利斯，美國演員

### 31日
- 羅伯特·帕切，瑞士足球運動員